# Proailurus
Proailurus cujo nome que significa gato que apareceu cedo, foi um carnívoro e felino pré-histórico, que viveu na Eurásia cerca de 25 milhões de anos atrás, nas Eras Oligoceno e Mioceno. Uma recente filogenia  o colocou como um membro basal da Feliformia, da superfamília que inclui mongustos, civetas, hienas e gatos, mas outros estudos sugerem que, em vez disso foi um Felino (um gato de verdade).
Proailurus era um animal magro e pequeno, apenas um pouco maior do que o gato doméstico, pesando aproximadamente 20 kg. Ele tinha uma longa cauda, olhos grandes, e, garras e dentes afiados, com proporções semelhantes aos modernos viverrídeos. Suas garras  retráteis, teriam sido em certa medida como as dos viverrídeos. Proailurus foi, pelo menos parcialmente, arborícola.
Proailurus, um ancestral de Pseudaelurus que viveu 20-10 milhões de anos atrás, provavelmente deu origem às linhas de grandes felinos, incluindo a extinta machairodontídeos e os existentes felinos, panteras e linces, embora a filogenia dos gatos ainda não seja precisamente conhecida.